# ホモリシス
化学において、ホモリシス（英: homolysis）またはホモリティック開裂（ホモリティックかいれつ、英: homolytic split,homolytic fission）とは、共有結合の開裂の一形式である。
共有結合を形成する2個の電子(結合電子対)が、開裂により生じた2つのフラグメントに各々1個ずつ分配されるような開裂形式を指す。特に、偶数個の電子を持つ中性分子のホモリティック開裂の場合は、2つのラジカルが生成する。このようなホモリシスによるエネルギー変化を結合解離エネルギーと呼ぶ。
結合開裂の別の形式として、ヘテロリシス（ヘテロリティック開裂）が挙げられる。ヘテロリシスでは、開裂により生じたフラグメントのどちらか一方に結合電子対が移動する。
ホモリシス開裂には比較的高いエネルギーを要することから、特定の条件下でのみ起こる。具体例としては次のようなものが挙げられる。
- 気体臭素に太陽光を当てると臭素ラジカルが生じる[3]。
- 過酸化物中のO-O結合は弱く、容易にホモリティック開裂をし、ラジカル種を生じる[4]。
- 酸素の不存在下で高温にすると(熱分解)、炭素化合物のホモリティック脱離が起こる[5]。